# Colt's Manufacturing Company
Colt's Manufacturing Company, LLC (CMC, fosta Colt's Patent Firearms Manufacturing Company) este un producător american de arme de foc, fondat în 1855 de Samuel Colt și este acum o subsidiară a holding-ului ceh "Česká zbrojovka Group". Este corporația succesoare a eforturilor anterioare ale Colt de fabricare a armelor de foc, care au început în 1836. Colt este cunoscută pentru ingineria, producția și comercializarea armelor de foc, mai ales între anii 1850 și Primul Război Mondial, când a fost o forță dominantă în ea, industrie și o influență fundamentală asupra tehnologiei de fabricație. Cele mai vechi modele ale lui Colt au jucat un rol major în popularizarea revolverului și în îndepărtarea de pistoalele anterioare cu o singură lovitură. Deși Samuel Colt nu a inventat conceptul de revolver, desenele sale au dus la primele de mare succes.
Cele mai faimoase produse Colt includ Colt Walker, fabricat în 1847 în facilitățile lui Eli Whitney Jr., Colt Single Action Army sau Peacemaker, Colt Python și pistolul Colt M1911, care este în prezent cel mai longeviv militar și de drept. pistolul serviciului de aplicare a legii în lume și este folosit și astăzi. Deși nu l-au dezvoltat, pentru o lungă perioadă de timp Colt a fost, de asemenea, principal responsabil pentru producția de puști AR-15 și M16, precum și pentru multe derivate ale acestor arme de foc. Cele mai de succes și celebre dintre acestea sunt numeroasele carabine M16, inclusiv familia Colt Commando și carabina M4.
În 2002, Colt Defense a fost separată de Colt's Manufacturing Company. Colt's Manufacturing Company a deservit piața civilă, în timp ce Colt Defense a servit piețele de aplicare a legii, militare și de securitate privată din întreaga lume. Cele două companii au rămas în aceeași locație din West Hartford, Connecticut, acordând licențe încrucișate anumite mărfuri înainte de a se reuni în 2013. După pierderea contractului său M4 în 2013, Colt reunit a fost pentru scurt timp în faliment din capitolul 11, începând din 2015 și a apărut în ianuarie 2016. Compania a fost cumpărată de Grupul Česká zbrojovka, în 2021.
|  |  |  |  |
|  |  |  |  |